# Sciopetris nigrocinerella
Sciopetris nigrocinerella är en fjärilsart som beskrevs av Charles Théophile Bruand d’Uzelle 1853. Sciopetris nigrocinerella ingår i släktet Sciopetris och familjen säckspinnare. Inga underarter finns listade.